# Ender Arslan
Ender Arslan es un jugador profesional de baloncesto nacido el 13 de enero de 1983 en Estambul, Turquía. Mide 1'90 metros y juega habitualmente en la posición de base. Actualmente juega en el Bursaspor Basketbol de la liga turca.

## Carrera
A lo largo de su carrera Arslan ha jugado en distintos equipos como el TAU Cerámica de la liga ACB española, el Panionios de la liga griega, el Unión Olimpija de la liga eslovena y el Efes Pilsen de la liga TBL turca.

## Selección nacional de Turquía
Ender Arslan forma parte hoy en día de la selección nacional de Turquía, con la que ha participado en diversas competiciones como el Mundial del 2006 en Japón y el Eurobasket 2009 celebrado en Polonia.

## Trayectoria
- Efes Pilsen SK (2000)
- Antalya (2001)
- Efes Pilsen SK (2001-2006)
- KK Union Olimpija (2006-2007)
- TAU Cerámica (2007)
- Panionios BC (2007)
- Efes Pilsen (2007-2011)
- Galatasaray (2011-2015)
- Darüşşafaka S.K. (2015-2017)
- Türk Telekom (2017-2019)
- Bursaspor Basketbol (2019- )